# Benjamin Bathurst (homme politique)
Pour les articles homonymes, voir Benjamin Bathurst et Bathurst.
Benjamin Bathurst (1692-5 novembre 1767) est un homme politique anglais qui siège à la Chambre des communes pendant 54 ans, de 1713 à 1767.

## Biographie
Bathurst est le fils cadet de Sir Benjamin Bathurst, député et de son épouse Frances Apsley, fille de Sir Allen Apsley . Il est le frère d'Allen Bathurst, 1er baron Bathurst et Peter Bathurst. Son père est fortement impliqué dans le commerce des esclaves à travers la Royal African Company et la East India Company . Bathurst est lui-même un partisan de la traite négrière, qu'il soutient comme député. Il fait ses études au Collège d'Eton en 1699 et s'inscrit au Trinity College d'Oxford le 30 juin 1708, à l'âge de 16 ans . Il hérite des domaines de Lydney, Gloucestershire et Mixbury, Oxfordshire à la mort de son père en 1704 .
Bathurst est élu député pour Cirencester sur les domaines de la famille à l'élection générale britannique 1713 . Il est réélu de nouveau en 1715 et 1722. Aux élections générales britanniques de 1727, il est élu à Gloucester où il est pris dans une double élection. Il est déclaré élu député le 16 février 1728. Il est réélu à nouveau en 1734, 1741 et 1747 . Aux élections générales de 1754, il est réélu député des arrondissements de Monmouth sur le domaine du duc de Beaufort, et est réélu en 1761. Il est nommé Outranger de la forêt de Windsor en 1763, poste qu'il occupe pour le reste de sa vie.
Bathurst épouse Finetta Poole, la fille de Henry Poole de Kemble, Gloucestershire en 1714, et a avec elle 22 enfants. Elle meurt le 27 février 1738 et il épouse en secondes noces, le 22 octobre 1741, Catherine Whitfield, veuve du Dr William Whitfield et fille du révérend. Lawrence Brodrick, aumônier à la Chambre des communes. Avec elle, il a 14 autres enfants. Il devient membre de la Royal Society le 9 décembre 1731 . Il est le père d'Henry Bathurst, évêque de Norwich et le grand-père du diplomate Benjamin Bathurst.
Bathurst décède le 5 novembre 1767.